# Халмурадов, Какабай
Какабай Халмурадов — советский хозяйственный деятель, Герой Социалистического Труда.

## Биография
Родился в 1912:году в селении Кызыл-Байдак. Член КПСС с 1948 года.
В 1924—1956 гг. — издольщик, колхозник-хлопкороб, бригадир хлопководческой бригады колхоза «Большевик» Куня-Ургенчского района Ташаузской области Туркменской ССР.
Указом Президиума Верховного Совета СССР от 30 июня 1950 года присвоено звание Героя Социалистического Труда с вручением ордена Ленина и золотой медали «Серп и Молот».
С 1956 года — пенсионер по состоянию здоровья, с 1968 года — персональный пенсионер союзного значения.
Умер в 1974 году в селении Кызыл-Байдак.

## Награды и звания
- Герой Социалистического Труда (30.06.1950)
- Орден Ленина (28.04.1948, 30.06.1950, 30.07.1951)